# Mihály Krausz
Dans le nom hongrois Krausz Mihály, le nom de famille précède le prénom, mais cet article utilise l’ordre habituel en français Mihály Krausz, où le prénom précède le nom.
Pour les articles homonymes, voir Krausz.
Mihály Krausz (aussi Michael Krausz ou Krasznai ou Krasznay ou Michael Krasznay-Krausz), né à Pančevo (Autriche-Hongrie, actuellement en Serbie) le 11 avril 1897 et mort à Budapest (Hongrie) le 3 novembre 1940 , est un compositeur hongrois.

## Biographie
Michael Krasznay-Krausz est issu d'une famille juive. Son père est un fabricant de gramophones. À l'âge de 13 ans, il commence à composer. Il étudie le contrepoint et la composition à l'Université de musique Franz-Liszt de Budapest avec Victor von Herzfeld, dont il est le premier élève. Parmi ses autres professeurs, trouve Zoltán Kodály. Après la représentation de son opéra Marika en 1919 à l'Opéra d'État hongrois à Budapest, il émigre à Vienne. Il compose d'abord de la musique symphonique et des opéras. Il se tourne vers l'opérette à partir de 1923. Sa première opérette Bajazzos Abenteuer a été créée le 22 décembre 1923 au Johann Strauss-Theater de Vienne. Son opérette Eine Frau von Format avec Fritzi Massary obtient un grand succès à Berlin en 1927.
Au début des années 1930, il vit un moment à Berlin, où certaines de ses opérettes sont jouées à nouveau. Cependant, en 1933, il doit quitter définitivement la ville. En mai 1934, un procès a lieu entre Krasznay-Krausz et Paul Abraham, qui l'accuse de plagiat à propos du Die gelbe Lilie (Le Lys jaune) que Krasznay-Krausz décrit comme « Rhapsodie hongroise » pour éviter le terme « opérette ». Créée le 5 janvier, 1934 au Théâtre municipal de Budapest, la première allemande a lieu le 24 mai au Theater an der Wien. Märchen im Grand-Hotel de Paul Abraham offre de nombreuses similitudes avec  Die gelbe Lilie. Krasznay-Krausz est en mesure de prouver que les chansons en question avaient été composées par lui en août 1932. Le procès se termine par un accord. Les deux parties sont d'accord pour que Vienne soit réservée à Paul Abraham.  Die gelbe Lilie est joué dans les années suivantes à Budapest et connaît un total de 20 représentations.
Après le succès du « roman policier musical »  Dixie, créé le 8 février 1938, sa nouvelle opérette, Mädel est répétée au Theater an der Wien. La première a eu lieu à la mi-février. Des extraits sont diffusées à la radio. L'Anschluss de l'Autriche interrompt les représentations. Le Theater an der Wien est fermé le 17 mars en tant que théâtre de divertissement musical et Krasznay-Krausz doit fuir à Budapest.
Sa dernière opérette, Marion est jouée le 23 mars 1940 à Budapest, mais sans succès. Le rôle-titre est interprété par Emmi Kosáry, qui termine alors sa carrière d'actrice.
Michael Krasznay-Krausz meurt le 3 novembre 1940 à Budapest à l'âge de 43 ans et est enterré dans le cimetière juif de la rue Kozma à Budapest.
Krasznay-Krausz est également connu comme l'auteur de nombreuses chansons à succès.

## Œuvres principales

### Opéras
- Marika (livret de Imre Földes (de), 22 mai 1919, Ungarische Staatsoper, Budapest)
- Die Tänzerin (Táncosnő, d'après Melchior Lengyel, 1921)

### Opérettes
- Bajazzos Abenteuer (1923)
- Pußtaliebchen (1924)
- Eine Frau von Format (1927, en hongrois A fenséges asszony, 1934)
- Yvette und ihre Freunde (1927)
- Glück in der Liebe (1927)
- Die Frau in Gold (1928)
- Das Herrgottslied (1930)
- Die Lindenwirtin (1933)
- Papucs (1933)
- Sárga liliom (1934, en allemand Die gelbe Lilie 1934)
- Der schwarze Schmetterling (1935)
- Eső után köpönyeg (1936)
- Verzeih, daß ich dich lieb’ (1937)
- Dixie (1938)
- Marion (1940)

### Musique de film
- Der Kaufmann von Venedig (en allemand, 1923)
- Panik in Chicago (en allemand, 1931)
- Mädchen zum Heiraten (en allemand, 1932)
- Marry Me (en anglais, 1932)

## Récompenses
- 1916 : Prix Haynald hongrois de la meilleure messe[2].